# Alireza Soleimaní
Alireza Soleimaní Karbalaí (en persa: علیرضا سلیمانی کربلایی) (Teherán, 2 de febrero de 1956 - Teherán, 21 de mayo de 2014) fue un luchador de lucha libre de peso superpesado iraní. Fue el primero y, hasta la fecha, el único iraní en ganar la medalla de oro en el peso superpesado de lucha libre, que ganó en el Campeonato Mundial de 1989 contra Bruce Baumgartner. Fue el abanderado del equipo olímpico de Irán en los Juegos Olímpicos de Barcelona 1992. 
Además de la lucha libre, el pahlaván Soleimanií fue campeón de varzesh-e bastaní y había ganado el título de Pahlaván de Irán y el brazalete de pahlevaní, lucha tradicional, en seis ocasiones. 
Alireza Soleimaní murió el 21 de mayo de 2014, debido a una insuficiencia cardíaca.